# Pierre Dwomoh
Pierre Dwomoh Junior (Mechelen, 21 juni 2004) is een Belgisch voetballer die als centrale middenvelder speelt. Hij speelde vanaf de zomer van 2021 voor Royal Antwerp FC dat een recordbedrag (duurste speler van België van 17 jaar of jonger) van 2 miljoen euro neerlegde. Vanaf augustus 2024 speelt Dwomoh voor Watford FC.

## Carrière

### Jeugd
Zijn eerste voetbalstappen zette Dwomoh op 4-jarige leeftijd op de pleintjes in Mechelen, de stad van waar hij afkomstig is. Hij speelde er altijd samen met de vrienden van zijn oudere broer. Dwomoh voetbalde op deze pleintjes samen met onder andere Francis Amuzu, Jérémy Doku en Manuel Benson. Op 5-jarige leeftijd sloot hij zich aan bij de jeugd van het plaatselijke SK Heffen, het duurde twee jaar vooraleer de profclub uit de gemeente, KV Mechelen, hem hier wegplukte. Dwomoh speelde drie jaar in de jeugdselecties van Mechelen waarna hij op 10-jarige leeftijd de overstap maakte naar RSC Anderlecht. Twee jaar later ging hij in op het aanbod van KRC Genk om daar zijn jonge carrière verder te zetten.

### KRC Genk
Op 21 juni 2019 maakte KRC Genk bekend dat het de 15-jarige Dwomoh zijn eerste contract bij hen had laten tekenen. Hij mocht in de voorbereiding van het seizoen 2019/20 meetrainen met het eerste elftal onder trainer Felice Mazzù. In de oefenwedstrijd tegen amateurploeg Eendracht Termien kreeg Dwomoh zelfs al speelgelegenheid en scoorde hij zelfs. Op 19 mei 2020 maakte Genk bekend dat Dwomoh vanaf het seizoen 2020/21 vast opgenomen zal worden in de A-kern, zijn contract werd ook verlengd tot de zomer van 2024. Dwomoh maakte op 19 december 2020 zijn officieel debuut in het eerste elftal van KRC Genk in de competitiewedstrijd tegen KV Kortrijk, in de 88ste minuut mocht hij van trainer John van den Brom invallen voor Bryan Heynen. Genk won deze wedstrijd uiteindelijk ook met 2-0.

## Clubstatistieken
| Seizoen     | Club             | Competitie       | Competitie | Competitie | Competitie | Beker | Beker | Beker | Europa | Europa | Europa | Totaal | Totaal | Totaal |
| Seizoen     | Club             | Competitie       | Wed.       | Dlp.       | Ass.       | Wed.  | Dlp.  | Ass.  | Wed.   | Dlp.   | Ass.   | Wed.   | Dlp.   | Ass.   |
| ----------- | ---------------- | ---------------- | ---------- | ---------- | ---------- | ----- | ----- | ----- | ------ | ------ | ------ | ------ | ------ | ------ |
| 2020/21     | KRC Genk         | Eerste klasse A  | 2          | 0          | 0          | 0     | 0     | 0     | —      | —      | —      | 2      | 0      | 0      |
| Club Totaal | Club Totaal      | Club Totaal      | 2          | 0          | 0          | 0     | 0     | 0     | 0      | 0      | 0      | 2      | 0      | 0      |
| 2021/22     | Royal Antwerp FC | Eerste klasse A  | 9          | 0          | 1          | 1     | 0     | 0     | 4      | 0      | 0      | 14     | 0      | 1      |
| Club Totaal | Club Totaal      | Club Totaal      | 9          | 0          | 1          | 1     | 0     | 0     | 4      | 0      | 0      | 14     | 0      | 1      |
| 2022/23     | → SC Braga B     | Liga 3           | 3          | 0          | 0          | —     | —     | —     | —      | —      | —      | 3      | 0      | 0      |
| Club Totaal | Club Totaal      | Club Totaal      | 3          | 0          | 0          | 0     | 0     | 0     | 0      | 0      | 0      | 3      | 0      | 0      |
| 2022/23     | → KV Oostende    | Eerste klasse A  | 8          | 0          | 0          | 0     | 0     | 0     | —      | —      | —      | 8      | 0      | 0      |
| Club Totaal | Club Totaal      | Club Totaal      | 8          | 0          | 0          | 0     | 0     | 0     | 0      | 0      | 0      | 8      | 0      | 0      |
| 2023/24     | → RWDM           | Eerste klasse A  | 30         | 1          | 1          | 3     | 1     | 0     | —      | —      | —      | 33     | 2      | 1      |
| Club Totaal | Club Totaal      | Club Totaal      | 30         | 1          | 1          | 3     | 1     | 0     | 0      | 0      | 0      | 33     | 2      | 1      |
| 2024/25     | Watford          | EFL Championship | 4          | 0          | 0          | 1     | 0     | 0     | —      | —      | —      | 5      | 0      | 0      |
| Club Totaal | Club Totaal      | Club Totaal      | 4          | 0          | 0          | 1     | 0     | 0     | 0      | 0      | 0      | 5      | 0      | 0      |
| TOTAAL      | TOTAAL           | TOTAAL           | 56         | 1          | 2          | 5     | 1     | 0     | 4      | 0      | 0      | 65     | 2      | 2      |

## Trivia
Bij zijn intrede in de A-kern van Genk werd gevraagd aan Dwomoh met welk rugnummer hij graag zou spelen. Hij koos voor het rugnummer 80, als een eerbetoon aan zijn grote idool Ronaldinho die dit rugnummer gebruikte tijdens zijn actieve periode bij het Italiaanse AC Milan.